# Llano (Califórnia)

Localização de Llano no condado de Los Angeles na Califórnia.

Llano é uma comunidade não-incorporada do Condado de Los Angeles no estado da Califórnia.
O local abriga cerca de 1200 habitantes e fica a 25 milhas (40 quilômetros) a sudoeste de Palmdale e foi moradia do escritor inglês Aldous Huxley.
E em torno do século XX existiam colônias socialistas no local sendo que a mais próspera delas era a Llano del Rio, suas ruínas podem ser vistas ao longo da rota 138 leste. 